# U.S. National Championships 1888
Gli U.S. National Championships 1888 (conosciuti oggi come US Open) sono stati l'8ª edizione degli U.S. National Championships e seconda prova stagionale dello Slam per il 1888. Il singolare maschile si è disputato al Newport Casino di Newport, il doppio maschile allo Staten Island Cricket Club di New York, il torneo femminile al Philadelphia Cricket Club di Filadelfia, negli Stati Uniti.
Il singolare maschile è stato vinto dallo statunitense Henry Slocum, che si è imposto sul connazionale Howard Taylor in tre set col punteggio di 6–4, 6–1, 6–0. Il singolare femminile è stato vinto dalla statunitense Bertha Townsend,  che ha battuto in finale in due set la connazionale Ellen Hansell. Nel doppio maschile si sono imposti Oliver Campbell e Valentine Hall. Nel doppio misto la vittoria è andata a Marian Wright, in coppia con Joseph Clark.

## Seniors

### Singolare maschile
Henry Slocum ha battuto in finale  Howard Taylor con il punteggio di 6–4, 6–1, 6–0.

### Singolare femminile
Bertha Townsend ha battuto in finale  Ellen Hansell con il punteggio di 6–3, 6–5.

### Doppio maschile
Oliver Campbell /  Valentine Hall hanno battuto in finale  Clarence Hobart /   Edward MacMullen con il punteggio di 6–4, 6–2, 6–2.

### Doppio femminile non ufficiale
Ellen Roosevelt /  Grace Roosevelt hanno battuto in finale  Adeline Robinson /  Vera Ward con il punteggio di 3–6, 6–3, 6–4.

### Doppio misto non ufficiale
Marian Wright /  Joseph Clark hanno battuto in finale  Adeline Robinson /  P. Johnson con il punteggio di 1–6, 6–5, 6–4, 6–3.